# Ciak d'oro 2008
La 23ª edizione dei Ciak d'oro si è tenuta il 10 giugno 2008.

## Vincitori e candidati
I vincitori sono indicati in grassetto, a seguire gli altri candidati.

### Miglior film
- Tutta la vita davanti di Paolo Virzì

### Miglior regista
- Paolo Virzì - Tutta la vita davanti

### Migliore attore protagonista
- Valerio Mastandrea - Non pensarci

### Migliore attrice protagonista
- Margherita Buy - Giorni e nuvole

### Migliore attore non protagonista
- Alessandro Gassmann - Caos calmo
  - Giuseppe Battiston - Giorni e nuvole
  - Massimo Ghini - Tutta la vita davanti
  - Peppe Servillo - Lascia perdere, Johnny!
  - Valerio Mastandrea - Tutta la vita davanti

### Migliore attrice non protagonista
- Sabrina Ferilli - Tutta la vita davanti
  - Alba Rohrwacher - Giorni e nuvole
  - Micaela Ramazzotti - Tutta la vita davanti
  - Valentina Lodovini - Riprendimi
  - Valeria Golino - Caos calmo

### Migliore produttore
- Francesca Cima e Nicola Giuliano - La ragazza del lago
  - Domenico Procacci - Caos calmo
  - Lionello Cerri - Giorni e nuvole
  - Giorgio Diritti, Simone Bachini e Mario Chemello - Il vento fa il suo giro
  - Beppe Caschetto e Rita Rognoni - Non pensarci

### Migliore opera prima
- Andrea Molaioli - La ragazza del lago

### Migliore sceneggiatura
- Sandro Petraglia - La ragazza del lago
  - Nanni Moretti, Laura Paolucci, Francesco Piccolo - Caos calmo
  - Silvio Soldini, Francesco Piccolo, Federica Pontremoli, Doriana Leondeff - Giorni e nuvole
  - Gianni Zanasi, Michele Pellegrini - Non pensarci
  - Paolo Virzì, Francesco Bruni - Tutta la vita davanti

### Migliore fotografi]
- Alessandro Pesci - Caos calmo
  - Ramiro Civita - Giorni e nuvole
  - Roberto Cimatti - Il vento fa il suo giro
  - Luca Bigazzi - La giusta distanza
  - Arnaldo Catinari - Parlami d'amore

### Migliore sonoro
- Alessandro Zanon e Alessandro Palmerini - La ragazza del lago
  - Gaetano Carito, Pierpaolo Merafino - Caos calmo
  - Carlo Missidenti, Paolo Ferrario - Il vento fa il suo giro
  - Emanuele Cecere, Daghi Rondanini - Lascia perdere, Johnny!
  - Mario Iaquone, Luigi Melchionda - Tutta la vita davanti

### Migliore scenografia
- Davide Bassan - Tutta la vita davanti
  - Giada Calabria - Caos calmo
  - Paola Bizzarri - Giorni e nuvole
  - Francesco Frigeri - I Viceré
  - Giancarlo Basili - Lascia perdere, Johnny!

### Migliore montaggi]
- Esmeralda Calabria - Biùtiful cauntri e Lascia perdere, Johnny!
  - Carlotta Cristiani - Giorni e nuvole
  - Paolo Cottignola - La giusta distanza
  - Giogiò Franchini - La ragazza del lago
  - Patrizio Marone - Parlami d'amore

### Migliore costumi
- Ortensia De Francesco - Lascia perdere, Johnny!
  - Silvia Nebiolo, Patrizia Mazzon - Giorni e nuvole
  - Milena Canonero - I Viceré
  - Maurizio Millenotti - Parlami d'amore
  - Francesca Sartori - Tutta la vita davanti

### Migliore colonna sonora
- Fausto Mesolella - Lascia perdere, Johnny!
  - Paolo Buonvino - I Viceré e Caos calmo
  - Teho Teardo - La ragazza del lago
  - Franco Piersanti - Tutta la vita davanti
  - Ronin - Vogliamo anche le rose

### Miglior manifesto
- Caos calmo

### Ciak d'oro Mini/Skoda Bello & Invisibile
- Il vento fa il suo giro di Giorgio Diritti

### Ciak d'oro alla carriera
- Piera Degli Esposti

### Migliore film straniero
- Into the Wild - Nelle terre selvagge di Sean Penn

### Ciak d'oro alla rivelazione dell'anno
- Alba Rohrwacher

### Super Ciak d'oro
- Valerio De Paolis

### Premio speciale Aspettando il Festival
- Luisa Ranieri e Giovanni Veronesi